# Taça de Portugal 1938/39
Die Taça de Portugal 1938/39 war die erste Austragung des portugiesischen Pokalwettbewerbs. Er wurde vom portugiesischen Fußballverband ausgetragen. Das Finale fand am 26. Juni 1939 im Estádio José Manuel Soares von Lissabon statt. Pokalsieger wurde Académica de Coimbra.
Außer dem Finale wurden die Runden in Hin- und Rückspiel ausgetragen. Bei Gleichstand in den beiden Spielen gab es ein Entscheidungsspiel.

## Teilnehmende Teams
| Primeira Divisão (8) | Segunda Divisão (6)                                                                         | Madeira-Meister (1) |
| --- | ------------------------------------------------------------------------------------------- | ------------------- |
| - Académica de Coimbra - Académico FC - FC Barreirense - Belenenses Lissabon - Benfica Lissabon - Casa Pia AC - FC Porto - Sporting Lissabon | - Carcavelinhos FC - SC Farense - Luso Beja - SC Covilhã - SC Vila Real - Vitória Guimarães | - Nacional Funchal  |

## Achtelfinale
Nacional Funchal erhielt ein Freilos
|                      | Gesamt |                  | Hinspiel | Rückspiel |
| -------------------- | ------ | ---------------- | -------- | --------- |
| Belenenses Lissabon  | 12:30  | SC Vila Real     | 3:3      | 9:0       |
| Luso Beja            | 1:8    | Benfica Lissabon | 1:5      | 0:3       |
| Carcavelinhos FC     | 4:3    | FC Barreirense   | 2:1      | 2:2       |
| Sporting Lissabon    | 9:1    | SC Farense       | 7:0      | 2:1       |
| Vitória Guimarães    | 04:13  | FC Porto         | 3:2      | 01:11     |
| Académico FC         | 7:3    | Casa Pia AC      | 2:3      | 5:0       |
| Académica de Coimbra | 8:3    | SC Covilhã       | 5:1      | 3:2       |

## Viertelfinale
|                      | Gesamt |                   | Hinspiel | Rückspiel |
| -------------------- | ------ | ----------------- | -------- | --------- |
| Nacional Funchal     | 00:13  | Benfica Lissabon  | 0:9      | 0:4       |
| FC Porto             | 7:5    | Carcavelinhos FC  | 3:1      | 4:4       |
| Belenenses Lissabon  | 2:4    | Sporting Lissabon | 1:3      | 1:1       |
| Académica de Coimbra | 7:4    | Académico FC      | 5:3      | 2:1       |

## Halbfinale
|                   | Gesamt |                      | Hinspiel | Rückspiel |
| ----------------- | ------ | -------------------- | -------- | --------- |
| FC Porto          | 6:7    | Benfica Lissabon     | 6:1      | 0:6       |
| Sporting Lissabon | 4:5    | Académica de Coimbra | 2:0      | 2:5       |

## Finale
| Paarung              | Académica de Coimbra – Benfica Lissabon |
| Ergebnis             | 4:3 (1:1) |
| Datum                | 25. Juni 1939 |
| Stadion              | Estádio José Manuel Soares, Lissabon |
| Zuschauer            | 30.000 |
| Schiedsrichter       | António Palhinhas |
| Tore                 | 0:1 Rogério de Sousa (9.) 1:1 Manuel da Costa (39.) 2:1 Alberto Gomes (46.) 2:2 Rogério de Sousa (47.) 3:2 Arnaldo Carneiro (51.) 4:2 Arnaldo Carneiro (53.) 4:3 Alexandre Brito (73.)                                                           |
| Académica de Coimbra | Tibério Antunes – José Maria Antunes, César Machado – Octaviano de Oliveira, Bernardo Pimenta, António Conceição, Manuel da Costa, Alexandre Portugal , Faustino Duarte – Arnaldo Carneiro, Alberto Gomes. Cheftrainer: Albano Paulo             |
| Benfica Lissabon     | António Martins – Gustavo Teixeira, João Correia, Álvaro Gaspar Pinto – Feliciano Barbosa, Francisco Ferreira, Francisco Alves Albino, Guilherme Espírito Santo – Alexandre Brito, Alfredo Valadas, Rogério de Sousa. Cheftrainer: Lippo Hertzka |